# Mr. Iglesias
Mr. Iglesias è una sitcom statunitense distribuita sulla piattaforma Netflix dal 21 giugno 2019 all'8 dicembre 2020. Il protagonista della serie è Gabriel Iglesias, ed è anche produttore esecutivo insieme a Kevin Hench, Joe Meloche e Ron DeBlasio.
La prima stagione, composta da 10 episodi, è stata distribuita da Netflix il 21 giugno 2019, in tutti i paesi in cui il servizio è disponibile. L'8 agosto 2019, Netflix annuncia che la serie è stata rinnovata per una seconda stagione. La seconda stagione, composta da 11 episodi, è stata distribuita da Netflix il 17 giugno e l'8 dicembre 2020: la prima parte della stagione (episodi 1-5) è stata distribuita il 17 giugno 2020; mentre la seconda parte della stagione (episodi 7-11) è stata distribuita l'8 dicembre 2020.
Nel luglio 2021, Netflix ha annunciato la cancellazione della serie.

## Trama
La serie segue un bravo insegnante di scuola superiore pubblica che lavora presso la sua alma mater. Si impegna ad insegnare ai ragazzi dotati, ma disinteressati e aiuta loro a sbloccare in pieno il proprio potenziale.

## Episodi
| Stagione         | Episodi | Pubblicazione USA | Pubblicazione Italia |
| ---------------- | ------- | ----------------- | -------------------- |
| Prima stagione   | 10      | 2019              | 2019                 |
| Seconda stagione | 11      | 2020              | 2020                 |

## Personaggi e interpreti

### Personaggi principali
- Gabriel "Gabe" Iglesias, interpretato da Gabriel Iglesias, doppiato da Nanni Baldini. È un'insegnante di storia amante del divertimento e bonario alla Woodrow Wilson High School di Long Beach, in California. Di recente ha smesso di bere alcolici all'inizio dello spettacolo e partecipa regolarmente alle riunioni di Alcolisti Anonimi. A parte i suoi amici e studenti, i suoi più grandi amori nella vita sono il wrestling professionistico e il suo Volkswagen Bus.
- Paula Madison, interpretata da Sherri Shepherd, doppiata da Sabrina Duranti. È la preside tre volte divorziata alla Wilson High. Ex insegnante, si dice che il suo record sia molto impressionante. È costantemente alla ricerca di un nuovo partner sessuale e ha un profilo praticamente su tutte le app di appuntamenti.
- Tony Ochoa, interpretato da Jacob Vargas, doppiato da Fabrizio Manfredi. È l'insegnante di storia con lode alla Wilson High e il migliore amico di lunga data di Gabe. Ha un problema con il gioco ed è attratto da Abby. Nelle sue lezioni, dice di essere rilassato.
- Abigail Spencer, interpretata da Maggie Geha, doppiata da Eva Padoan. È l'insegnante di storia alle prime armi eccessivamente pura e ingenua alla Wilson High. Lei non si sente allo stesso modo nei confronti di Tony come lui prova per lei. È religiosa poiché tende a dire cose relative alle religioni (come dire versetti della Bibbia , ecc.).
- Ray Hayward, interpretato da Richard Gant, doppiato da Angelo Nicotra. È il vecchio insegnante di Gabe e Tony che insegna ancora inglese alla Wilson High. È noto per essere sfacciato e apparentemente ha una relazione complicata con sua moglie, a cui fa riferimento solo quando chiede alle persone di non dirle quello che fa.
- Marisol Fuentes, interpretata da Cree Cicchino, doppiata da Margherita De Risi. È la studentessa preferita di Gabe che è molto intelligente e va sempre bene a scuola. Oltre agli studi, svolge tre lavori. Sviluppa sentimenti per Mikey durante la recita scolastica e alla fine si baciano e diventano una coppia. Gabe e il signor Hayward devono convincerla a fare domanda per Stanford, dal momento che ha i voti per avere una possibilità di entrare.
- Mikey Gutierrez, interpretato da Fabrizio Guido, doppiato da Gabriele Patriarca. È uno degli stupidi studenti di Gabe che ha una cotta per Marisol; i due alla fine si baciano durante il finale della seconda stagione e diventano una coppia.
- Walter (principale stagione 2, ricorrente stagione 1), interpretato da Tucker Albrizzi, doppiato da Manuel Meli. È uno degli studenti meno che brillanti di Gabe che è interessato alla cultura giamaicana, in particolare al reggae e alla marijuana.

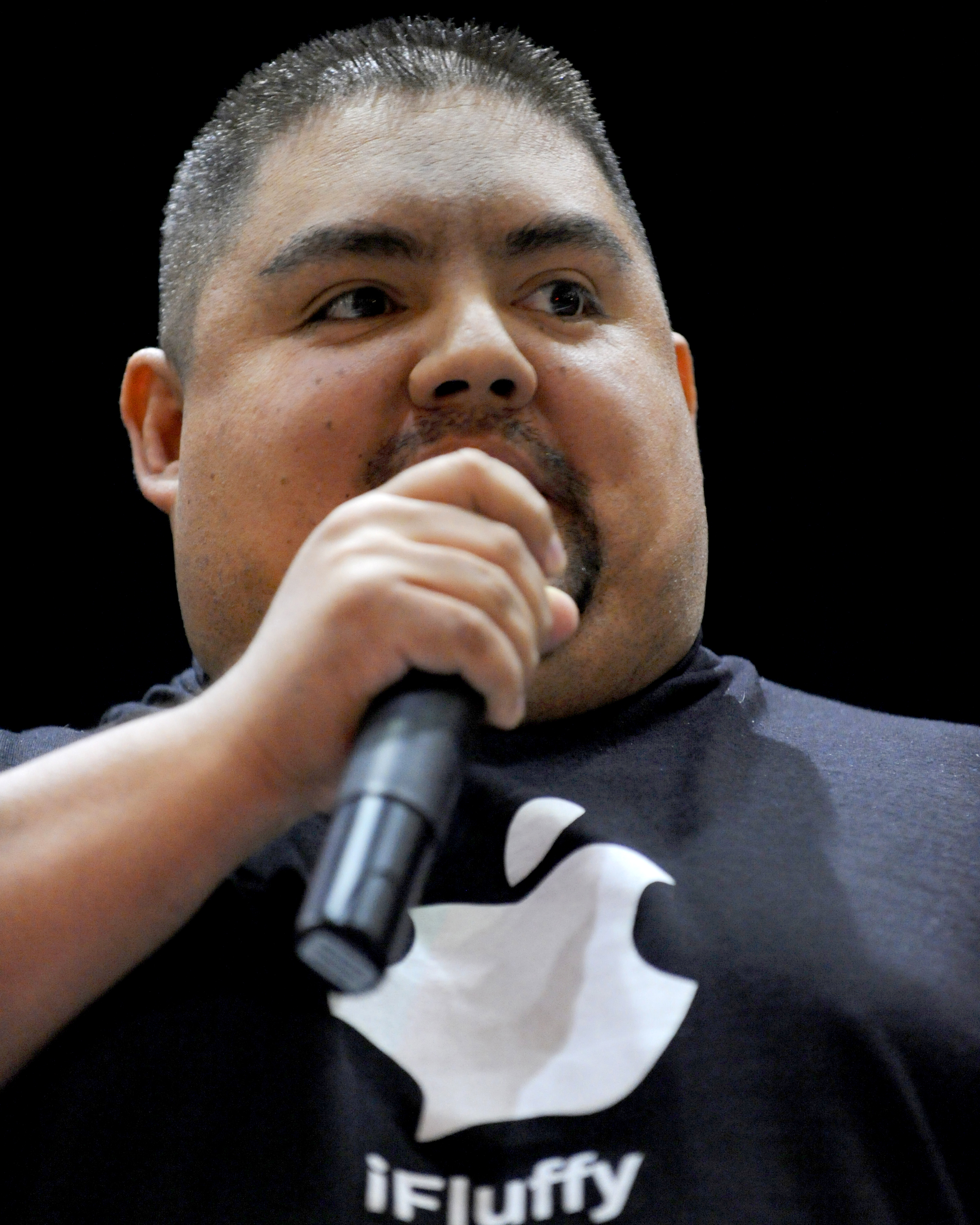
Gabriel Iglesias interpreta Gabriel "Gabe" Iglesias
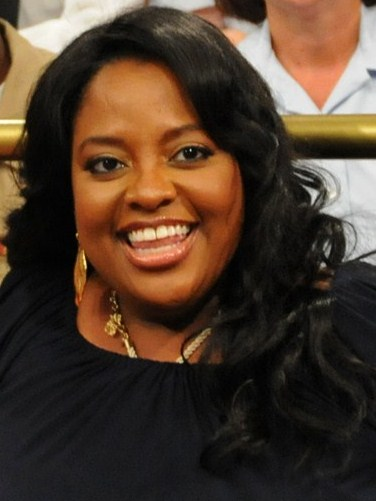
Sherri Shepherd interpreta Paula Madison
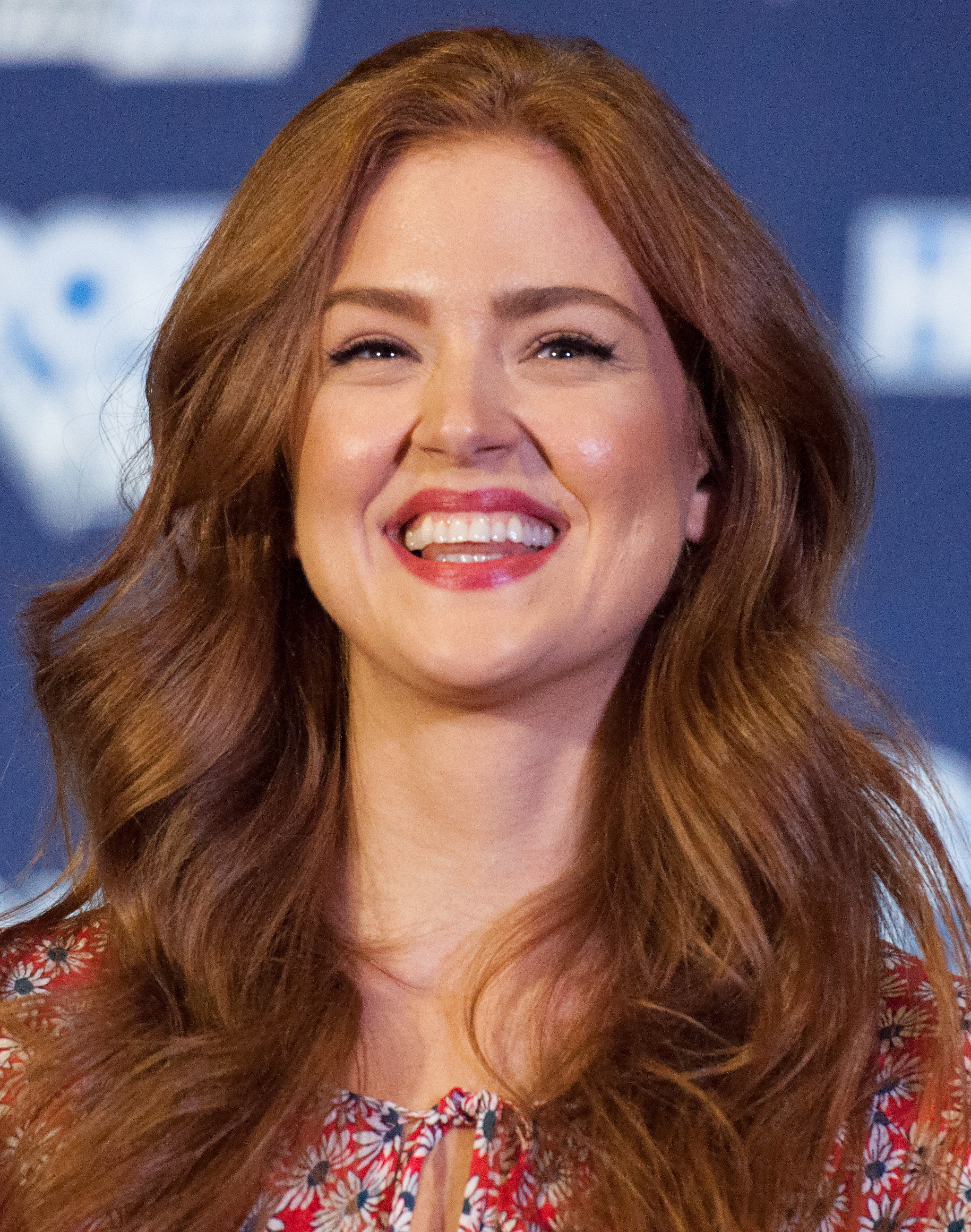
Maggie Geha interpreta Abigail Spencer
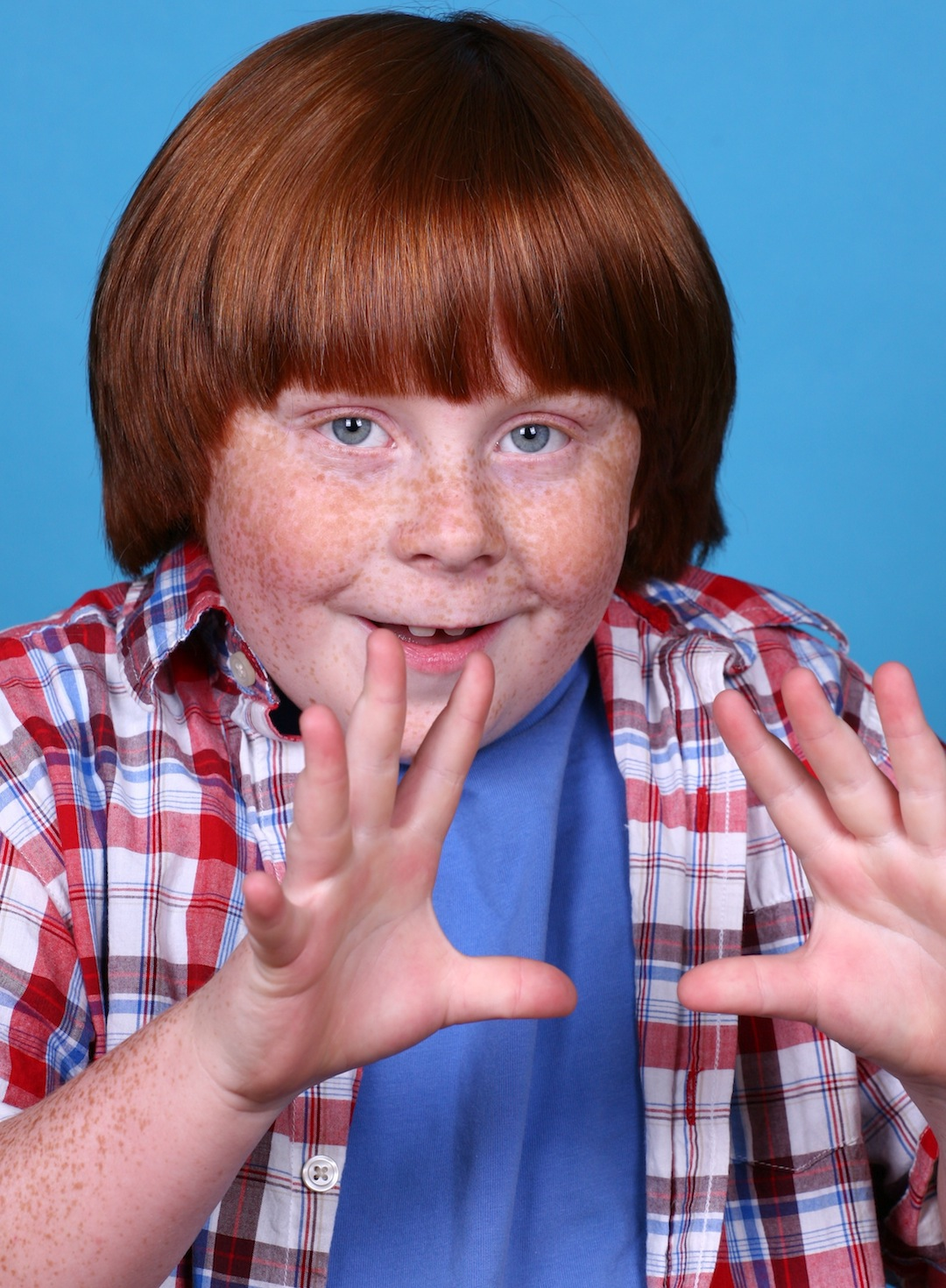
Tucker Albrizzi interpreta Walter
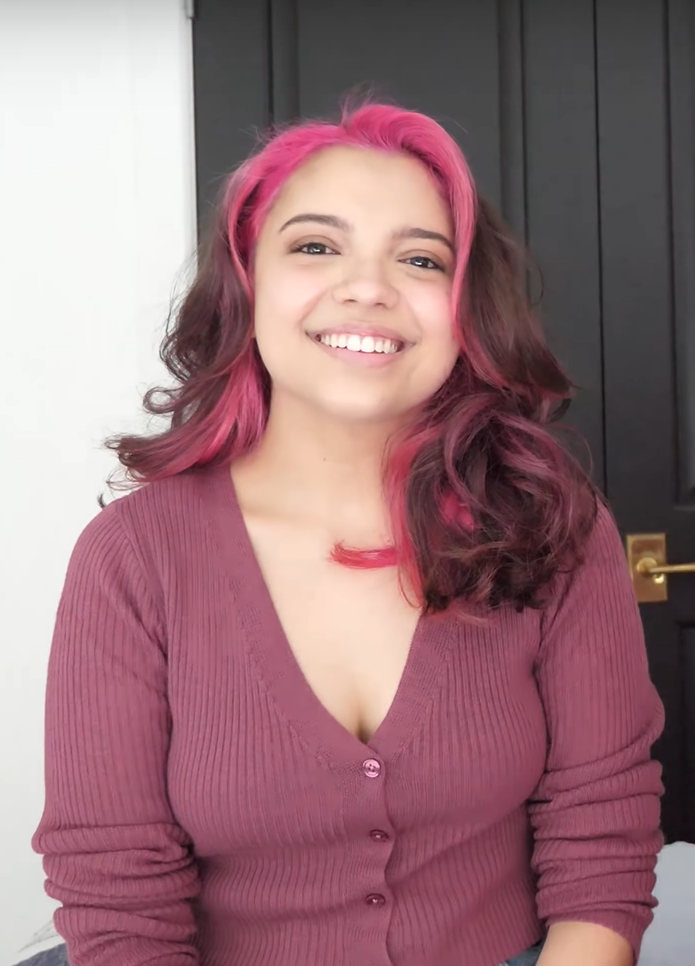
Cree Cicchino interpreta Marisol Fuentes

### Personaggi ricorrenti
- Lorenzo, interpretato da Coy Stewart, doppiato da Federico Campaiola. È uno degli studenti di Gabe che è il migliore amico di Walt. È un teorico della cospirazione divertente ma paranoico che si preoccupa costantemente della sorveglianza del governo. Lorenzo inizia a frequentare Rita Perez nella prima stagione e nella seconda viene rivelato che lei e Lorenzo stanno ancora insieme un anno dopo.
- Grace, interpretata da Gloria Aung, doppiata da Sara Labidi. È una delle studentesse di Gabriel spesso descritta come "strana" che si occupa di hacking. All'inizio della prima stagione, Grace è così timida che deve usare un programma di sintesi vocale sul suo computer per parlare con chiunque tranne Gabe. Con l'aiuto e l'incoraggiamento di Gabe, inizia a uscire dal suo guscio ed essere in grado di parlare con le persone.
- Rakeem Rozier (stagione 1), interpretato da Bentley Green. È la star intitolata running back che si è recentemente trasferita dalla classe di Abby alla classe di Gabe alla Wilson High. In origine era un procrastinatore arrogante a causa del tempo inizialmente illimitato per gli incarichi e apparentemente gli fu detto dall'allenatore Dixon che avrebbe dovuto rimanere di mentalità chiusa, fino a quando Gabe non incoraggiò Rakeem a provare a studiare e diventare migliore anche in altre cose.
- Katie, interpretata da Kathryn Feeney. È una cameriera al DeBlasio's Restaurant, e successivamente al Roxanne's, dove gli insegnanti escono fuori dal lavoro.
- Coach Dixon, interpretato da Christopher McDonald. È l'ottuso e odioso allenatore di football della Wilson High. Apprezza l'atletica rispetto agli accademici e ha un "lieve" problema di alcolismo.
- Mr. Gomez, interpretato da Chris Garcia. È un insegnante di scienze alla Wilson High.
- Mr. Trujillo, interpretato da Jesus Trejo. È un altro insegnante di scienze alla Wilson High. Si è sempre visto con il signor Gomez.
- Whitney (stagione 2), interpretata da Brooke Sorenson. È una studentessa meno umile e privilegiata che si unisce alla classe del signor Iglesias.
- Jackie (stagione 2-3), interpretata da Elora Casados. È la nuova consulente di orientamento e il nuovo interesse amoroso di Gabe. Casados ha fatto il suo debutto come attrice dopo aver servito come costumista del set per la serie.

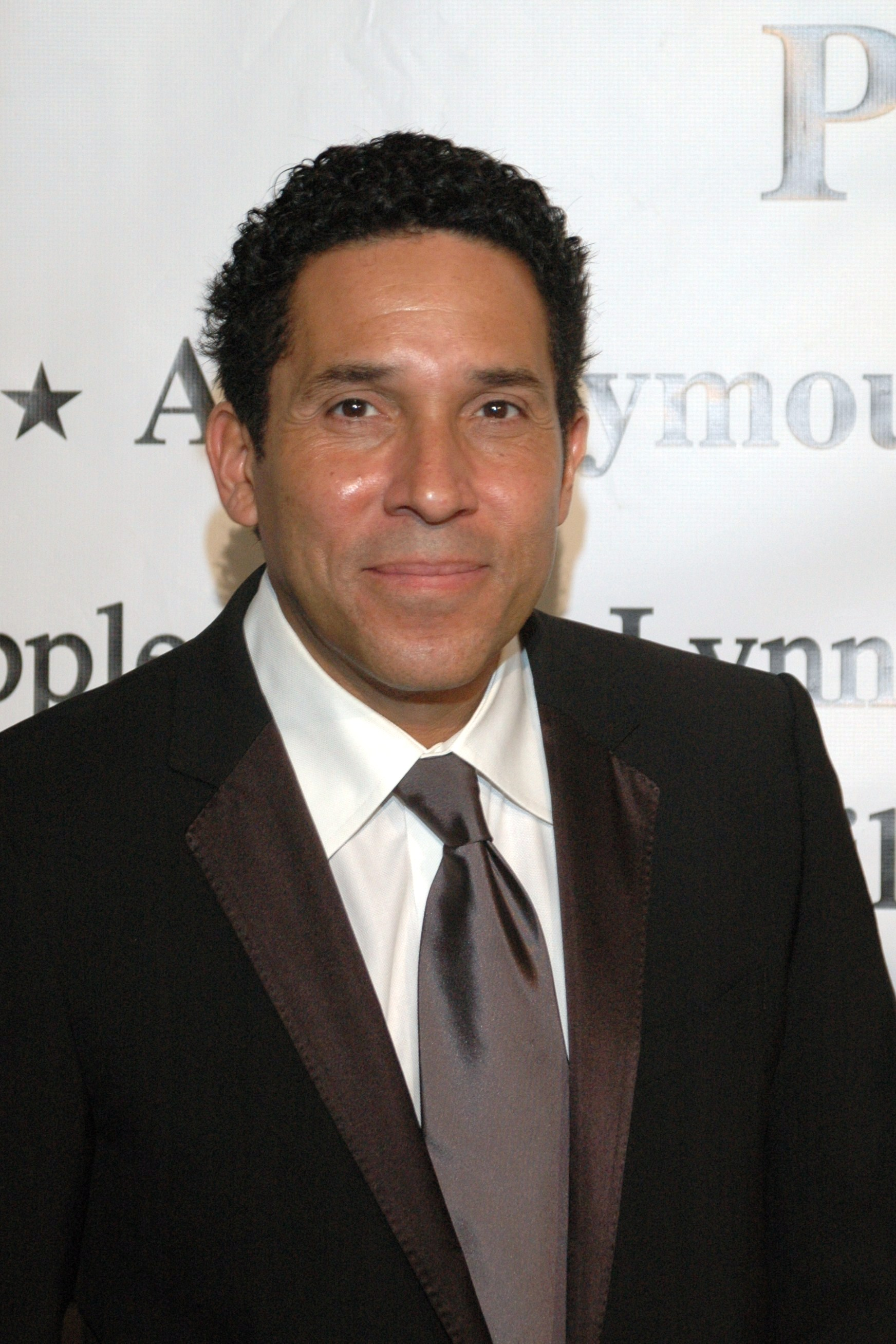
Oscar Nuñez interpreta Carlos
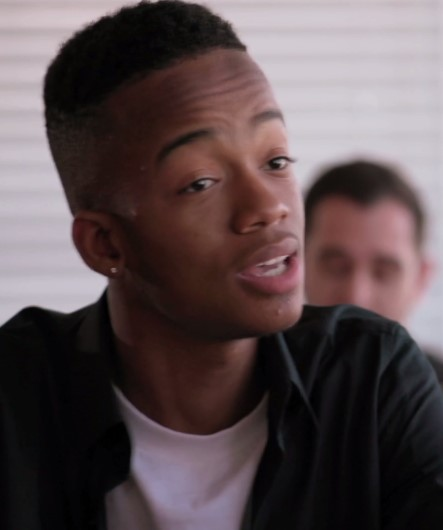
Coy Stewart interpreta Lorenzo
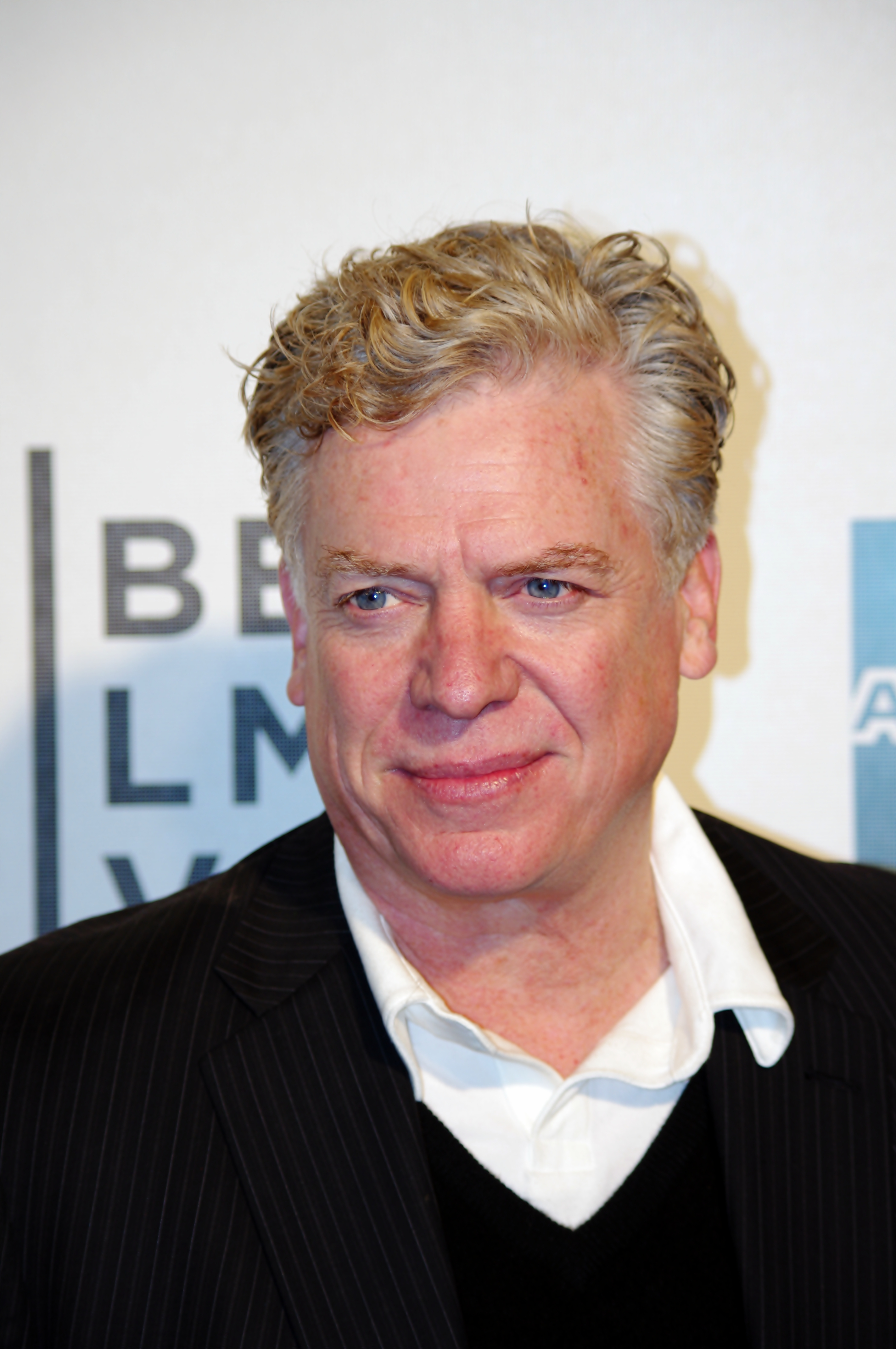
Christopher McDonald interpreta Coach Dixon

### Guest star
- Jessica Dobbs, interpretata da Megyn Price. È la madre di Walt. È divorziata dal padre di Walt e frequenta regolarmente lo stesso gruppo di riunioni di Alcolisti Anonimi a cui va Gabe. Lei e Gabe hanno un'attrazione reciproca, ma decidono di non perseguirla fino a quando Gabe non avrà raggiunto 1 anno intero di sobrietà, per non correre il rischio che Gabe cada dal carro.
- Jim, interpretato da Ron Pearson. È il bidello della scuola che può destreggiarsi e bilanciare oggetti sul mento. Vince il talent show scolastico nella prima stagione.
- Danny, interpretato da Joel McHale. È l'ex fidanzato di Abby. Viene rivelato che la tradisce e Abby lo lascia. In "Oh Boy, Danny", viene a Long Beach per riconquistare Abby, ma lei lo rifiuta. Alla fine dell'episodio, annuncia la sua intenzione di terminare il suo contratto in South Dakota e poi trasferirsi definitivamente a Long Beach per riguadagnare la fiducia di Abby.
- Rita Perez, interpretata da Maria Quezada. È una studentessa tosta che ha dei precedenti e una cotta per Lorenzo.
- Bob, interpretato da Jo Koy. È un filippino-americano che possiede un camion di taco.
- Joaquin Fuentes (stagione 2), interpretato da Franco Escamilla. È il padre di Marisol che mantiene una relazione tesa con lei a causa del suo allontanamento dalla sua famiglia.

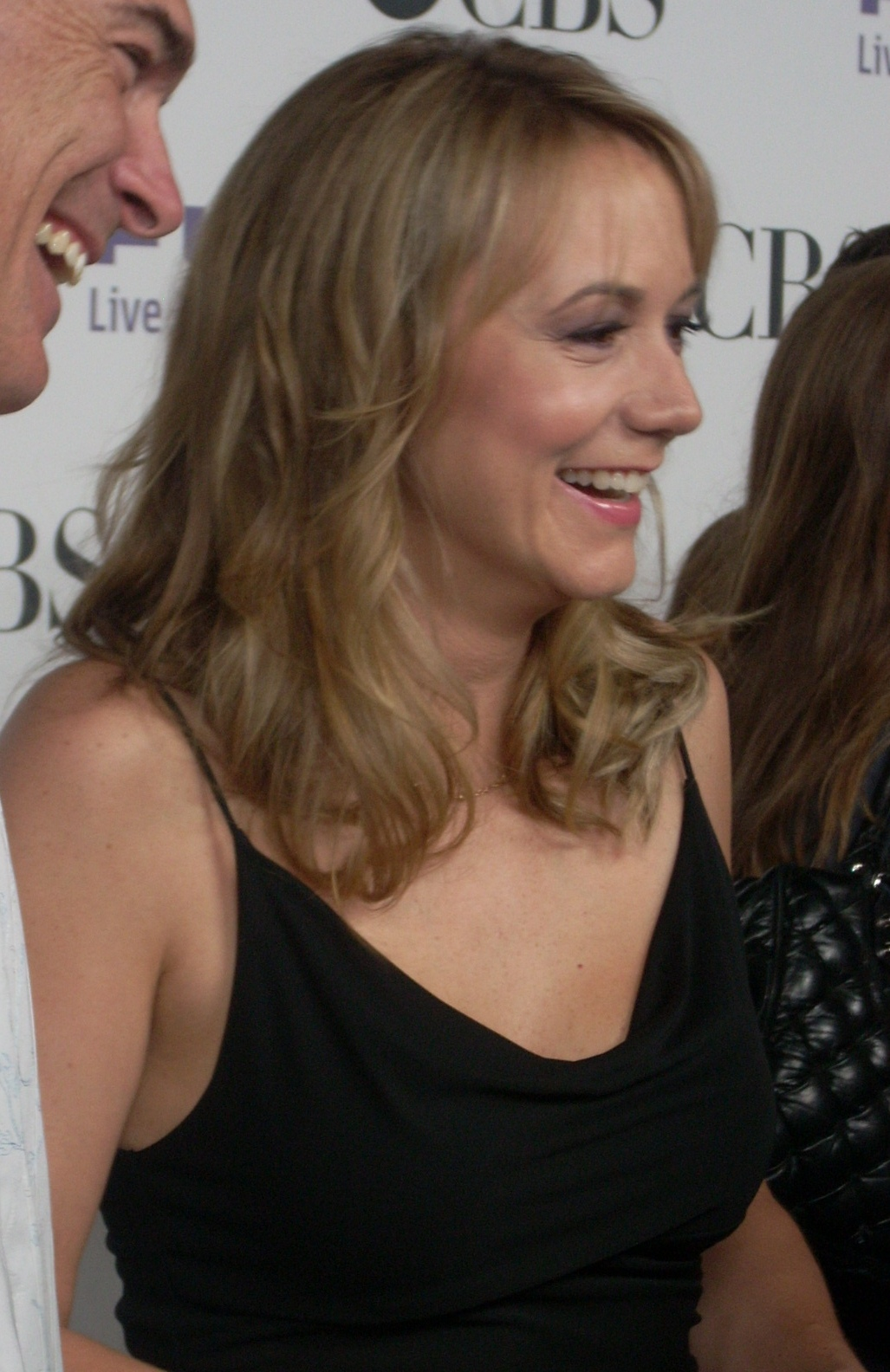
Megyn Price interpreta Jessica Dobbs
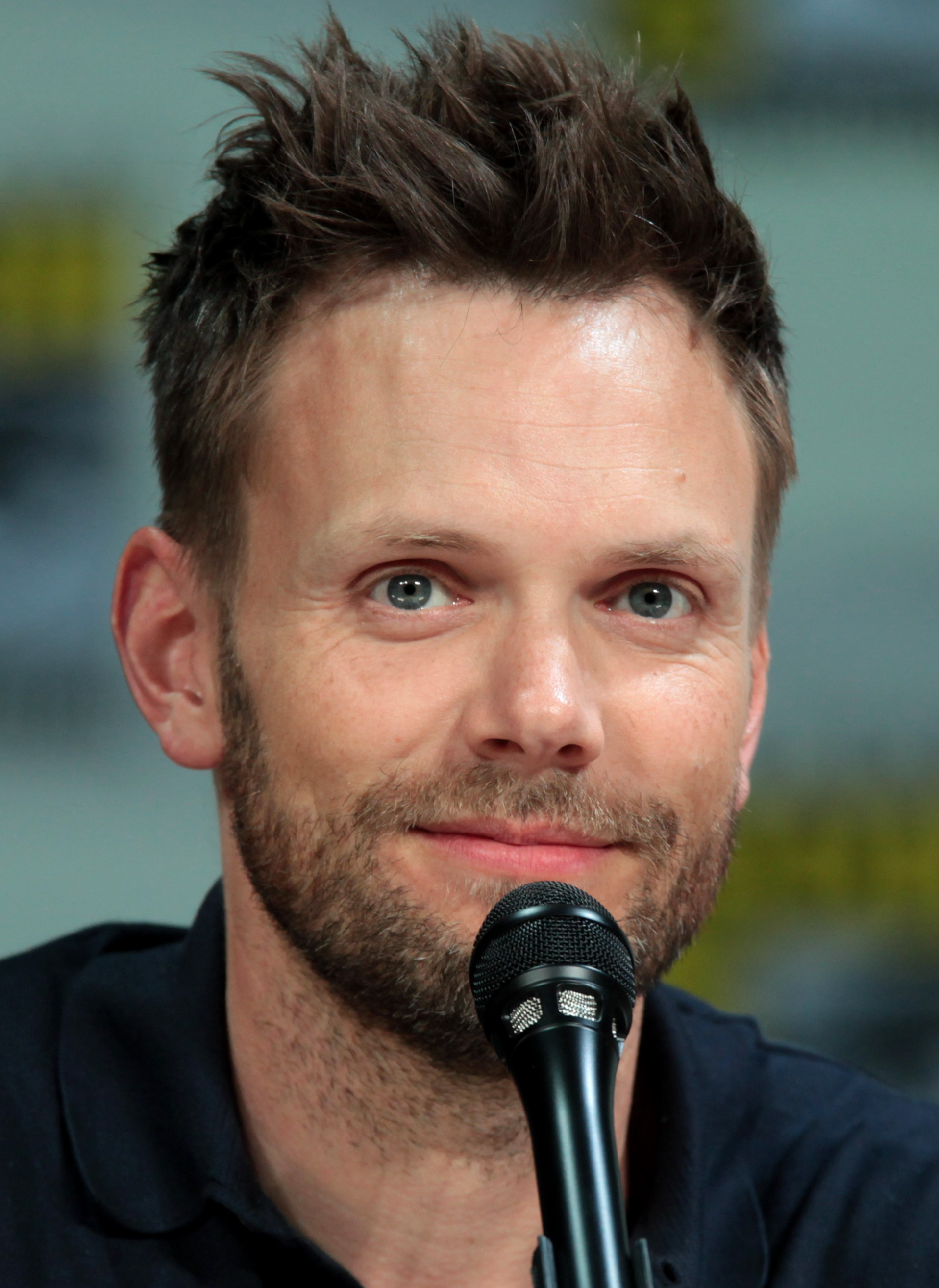
Joel McHale interpreta Danny

## Produzione

### Sviluppo
Il 26 aprile 2018, Netflix ha annunciato di aver ordinato la serie con una prima stagione composta da dieci episodi. I produttori esecutivi includevano Gabriel Iglesias e Kevin Hench. Il 17 agosto 2018, è stato comunicato che Joe Meloche e Ron DeBlasio partecipavano alla realizzazione della serie come produttori esecutivi e che Peter Murietta, Luisa Leschin e Sam Sklavar sarebbero stati co-produttori esecutivi.
Il 24 aprile 2019, è stato reso noto che la serie veniva distribuita il 21 giugno.

### Casting
Accanto all'annuncio di serie, è stato confermato che Gabriel Iglesias sarebbe stato il protagonista della serie. Il 17 agosto 2018, è stato annunciato che Jacob Vargas, Maggie Geha e Cree Cicchino erano stati scelti come attori principali della serie. Nel settembre 2018, è stato riferito che Richard Gant e Sherri Shepherd erano stati ingaggiati per interpretare ruoli principali e che Tucker Albrizzi sarebbe apparso in un ruolo ricorrente. Nell'ottobre 2018, è stato comunicato che Fabrizio Guido si era unito al cast in un ruolo principale e che Megyn Price e Coy Stewart erano stati scelti per interpretare due personaggi ricorrenti.

## Distribuzione
La serie è stata interamente distribuita sulla piattaforma streaming Netflix, in tutti i paesi in cui è disponibile, dal 21 giugno 2019 all'8 dicembre 2020: la prima stagione è stata distribuita il 21 dicembre 2019; mentre la seconda stagione, divisa in due parti, è stata distribuita il 17 giugno e l'8 dicembre 2020 (la prima parte della stagione è stata distribuita il 17 giugno 2020; mentre la seconda parte della stagione è stata distribuita l'8 dicembre 2020).
Composizione episodi
La serie è composta da tre stagioni di 21 episodi, ognuna delle quali ha una durata che varia dai 26 ai 32 minuti: la prima stagione comprende i primi 10 episodi, mentre la seconda stagione i rimanenti 11.

## Accoglienza
Sul sito web aggregatore di recensioni Rotten Tomatoes, la prima stagione della serie ha ottenuto un punteggio medio di 8/10 e una percentuale di approvazione del 88%, basata su 8 recensioni.